# 横浜市立市ヶ尾小学校
横浜市立市ヶ尾小学校（よこはましりつ いちがおしょうがっこう）は、神奈川県横浜市青葉区市ケ尾町にある公立小学校。

## 概要
学校関係者
- 校長：喜納瑞枝
- 副校長：秀徳正則

## 沿革
- 1978年（昭和53年）4月2日 - 第1回市ヶ尾小学校学校設立委員会開催。
- 1979年（昭和54年）
  - 4月1日 - 開校。
  - 4月2日 - 開校式挙行。
  - 4月x日 - 第1回入学式挙行。最初の始業式も挙行。ただし、校舎が完成しておらず、各式典とも、谷本小学校講堂にて行われた。
  - 5月 - 移転式挙行。新校舎へ引っ越しする。
  - 6月1日 - この日を創立記念日と制定。
  - 6月x日 - 校舎記念式挙行し、祝賀会開催。西側校舎増築工事着工。
  - 11月1日 - 校章制定。
- 1980年（昭和55年） - 前年5月から行われてきた校庭緑化推進事業完了。
- 1981年（昭和56年）
  - 4月 - 東市ヶ尾小学校開校により、市ヶ尾小南方面校の児童111名が移籍。
  - 日付不明 - 校庭スプリンクラー設置。ジャングルジムテープカット。体育館バスケットゴール設置。
- 1983年（昭和58年） - 特別指導教室開級。日時計除幕。
- 1984年（昭和59年）3月3日 - 校歌制定。
- 1985年（昭和60年） - モザイク壁画。
- 1986年（昭和61年） - 投的板設置工事完了。
- 1987年（昭和62年） - 防球ネット設置。
- 1988年（昭和63年） - 創立10周年記念式典挙行。運動場フェンス設置。
- 1997年（平成9年） - 校舎内面道路完成。
- 1998年（平成10年） - 創立20周年記念式典挙行。防災備蓄庫設置。
- 2004年（平成16年） - プレハブ教室設置。給食室改修。
- 2006年（平成18年） - 校庭改良工事。
- 2008年（平成20年） - 創立30周年記念式典挙行。
- 2009年（平成21年） - 校舎外壁塗装工事。太陽ソーラーパネル工事。
- 2010年（平成22年） - 校舎増築工事。西校舎撤去開始。
- 2011年（平成23年） - 校舎増築工事終了。プレハブ校舎撤去終了。

## 行事
- 日光修学旅行
- 遠足
- 運動会
- 西湖体験学習
- 高尾山修学旅行

## アクセス
- 東急電鉄田園都市線市が尾駅（西口）から、トップページにある学校の校門まで、徒歩約505m・約8分。

## 進学中学
- 横浜市立山内中学校
- 横浜市立もえぎ野中学校
- 横浜市立市ヶ尾中学校

## 著名な卒業生
- 藤本昌平 - ファンキーモンキークリニック （お笑いタレント）
- 高橋かおり（元子役、女優）
- PORIN[1] - 歌手、Awesome City Clubのボーカル